# Ditadura Nacional

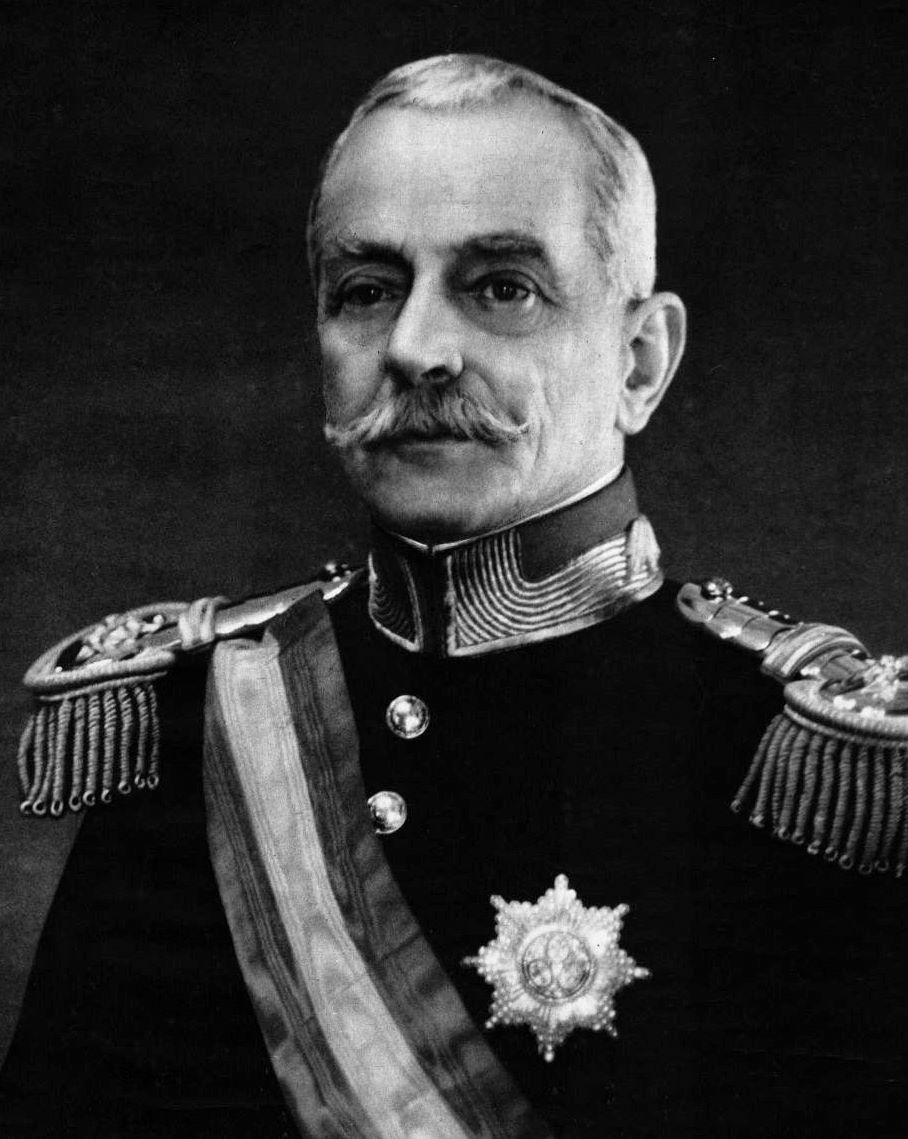
Óscar Carmona, eleito a 25 de Março de 1928, dando origem à Ditadura Nacional

Ditadura Nacional foi a denominação do regime português saído da publicação do Decreto n.º 12 740 direto do presidente da República Óscar Carmona a 25 de Março de 1928. Durou até 1933, ao ser referendada uma nova Constituição, que deu origem ao Estado Novo. Foi antecedida pela Ditadura Militar (1926-1928). No entanto, muitos autores, como Marcello Caetano, A. H. de Oliveira Marques, Douglas Wheeler ou Jorge Campinos (obras citadas abaixo) designam como Ditadura Militar o regime vigente no período de 1926 a 1933.
O regime saído do golpe de Estado de 28 de Maio de 1926 tornou-se uma Ditadura Militar ao suspender a Constituição de 1911. Não houve uma convocação de uma Constituinte. O projeto governamental de Constituição elaborado após o golpe foi aprovado em 1933, por um plebiscito sui generis, obrigatório. Mesmo estando regulado o uso do referendo na Constituição de 1933, no artigo 126, durante a sua vigência não foi feito uso desse instrumento. Assim foi criada - a Constituição do Estado Novo. Deste modo, o regime político moldado pela constituição de 1933 é de inspiração ditatorial e de natureza autoritária.
Causas: Havia grande instabilidade política, aproveitada pela Oposição, a par de uma crise económica e financeira que tinha estado na origem da contestação, o que mostrava a inoperância dos governos republicanos. Esta situação agravou-se com a participação de Portugal na 1ª Grande Guerra. A permanente interferência do Congresso na actividade governativa tornava ineficaz a acção dos governos. Os constantes desentendimentos entre os partidos com assento parlamentar geravam impasses irresolúveis e que, facilmente, por questões secundárias, faziam cair governos e presidentes. 
Os governos continuavam a suceder-se e começou a gerar-se a ideia de que o exército era a única força que poderia pôr ordem no país.
O golpe militar de 1926 derrubou a Primeira República Portuguesa, um regime republicano marcado pela instabilidade política, social e económica. O governo da Ditadura, chefiado pelo Comandante Mendes Cabeçadas, dissolveu imediatamente o parlamento (considerado o principal causador da instabilidade política), suspendeu a Constituição de 1911 e as liberdades políticas e individuais. No entanto, a nova ditadura continuou instável porque o movimento militar não tinha projecto político consensual e não conseguia resolver os problemas económicos-financeiros. Para resolver a situação, o novo regime, em 1928, convidou o professor António de Oliveira Salazar para Ministro das Finanças e fez eleger o presidente da República Óscar Carmona. Iniciava-se a "Ditadura Nacional", baseada na legitimidade da eleição presidencial directa de Óscar Carmona.  
Oliveira Salazar conseguiu equilibrar as finanças públicas (obtendo um saldo orçamental positivo) e estabilizar o escudo à custa de uma política de grande rigor orçamental baseada na diminuição das despesas do Estado. O crédito externo foi recuperado e Salazar adquiriu proeminência na Ditadura Nacional, vindo a ser nomeado Presidente do Conselho de Ministros (Primeiro-Ministro), em 1932. 
Salazar começou uma grande reforma política, criando a União Nacional - o único partido legal do regime - e ultimou com o presidente Carmona o processo de aprovação da Constituição de 1933. Com esta Constituição, foi criado um regime pessoal, autocrático e repressivo, que se designou por República corporativista ou Estado Novo. Mais do que o Presidente da República, que continuou a ser eleito por sufrágio directo e universal, Salazar tornou-se o novo "Chefe" da Nação. 
O Estado Novo é um dos mais debatidos períodos da história portuguesa. Algumas correntes de pensamento consideram que foi responsável por vítimas da polícia política, fome, guerra colonial e atraso em relação à Europa, com consequências ainda hoje visíveis. Por contraponto, outras correntes sublinham que a economia nacional conheceu um momento próspero e que Salazar evitou as consequências da Segunda Guerra Mundial e manteve Portugal como o último império mundial.